# Grand Hôtel de Super-Cannes
Le Grand Hôtel de Super-Cannes est un projet non abouti d'hôtel conçu par l'architecte Édouard-Jean Niermans pour la Société immobilière de Paris et du littoral initiatrice du lotissement de Super-Cannes sur le massif de la Californie à Cannes. 

## Historique
Afin d'amortir le coût des travaux de voirie et de réseaux divers engagés pour le lotissement de Super-Cannes, la Société immobilière de Paris et du littoral, commande en 1925 à l'architecte Édouard-Jean Niermans la conception d'un luxueux hôtel d'une capacité de 200 à 300 chambres. Il doit être construit sur un terrain situé entre le n° 11 de l'avenue Fontanel et le n° 4 de l'avenue de la Gare-du-funiculaire, le lot n° 99, au sommet de la colline de la Californie, à une altitude de 232 mètres, à l'emplacement de l'observatoire en bois qu'un belvédère aménagé autour du château d'eau remplacera. Un funiculaire est prévu pour faciliter son accès. L'architecte s'assure la collaboration de son fils Jean mais le projet est abandonné du fait de la mort d'Édouard-Jean en 1928.

## Architecture
Le bâtiment, dont on peut voir une illustration conservée dans le fonds Niermans déposé au Centre d'archives d'architecture du XXe siècle de l'Institut français d'architecture est constitué d'un corps central rectangulaire de sept étages, précédé d'une rotonde vitrée et prolongé par deux ailes arrondies de quatre étages couvertes de terrasses. L'aile ouest est accotée à une haute tour carrée en belvédère. L'édifice repose sur un soubassement en pierre s'adaptant à la pente du terrain. La ligne du funiculaire se prolonge jusqu'au pied de l'aile est. Le style associe classicisme, éclectisme et régionalisme.

## Suite du projet
Un restaurant est construit en 1939 sur l'emplacement de l'hôtel et un observatoire en béton armé remplace en 1953 la tour d'observation en bois. L'exploitation du funiculaire étant interrompue en 1966, le restaurant et l'observatoire n'attirent plus suffisamment de touristes et finissent par être désaffectés en 1986. D'une superficie de plus de 24 000 mètres2, l'ensemble des terrains est acquis en 1989 par l'intermédiaire de la Société immobilière Large Vue Crissier (devenue Large Vue Maxilly) établie en Suisse, par la famille de l'émir d'Abou Dabi, Khalifa ben Zayed Al Nahyane. Un permis de construire pour la construction d'une villa de 1 200 mètres2 reliée à la gare de départ du funiculaire par une voie privée est accordé en 1993 et annulé en 1994 par le tribunal administratif, la voie empiétant sur le domaine public. Le site est dès lors laissé à l'abandon,.

## Protection du patrimoine
Le projet du Grand Hôtel de Super Cannes est versé en 2001 à l'inventaire général du patrimoine culturel au titre du recensement du patrimoine balnéaire. 